# 拉尼普尔
拉尼普尔（Ranipur），是印度北方邦Jhansi县的一个城镇。总人口18029（2001年）。

## 人口
该地2001年总人口18029人，其中男性9556人，女性8473人；0—6岁人口2807人，其中男1493人，女1314人；识字率58.59%，其中男性为70.48%，女性为45.19%。